# مگان گیبسون
مگان لین گیبسون (به انگلیسی: Megan Lynne Gibson) (زاده ۲۵ مارس ۱۹۸۶ در شهر اسپرینگ، ایالت تگزاس) بازیکن سافت‌بال اهل آمریکا در باشگاه نیروی فیلادلفیا است. وی در سال ۲۰۰۸ توسط نیرو به عنوان کاپیتان شماره ۲ انتخاب شد. او در فواصل سال‌های ۲۰۰۴ تا ۲۰۰۸ در کالج سافتبال دانشگاه تگزاس A&M بازی می‌کرد.
مگان در فصل ۲۰۰۸ در فاصله ۲۵ فوریه تا ۲ مارس به عنوان بازیکن ملی دانشگاهی شناخته شد. در فصل بعد او رهبری تیمش را در لیگ "Big ۱۲ Conference" برای قهرمانی به عهده گرفت. همچنین او رهبری تیم خود را در مسابقه نهایی "کالج زنان جهان" عهده‌دار بود. او در ماه می ۲۰۰۸ از دانشگاه تگزاس A&M فارغ‌التحصیل شد.